# Juan Carlos Rubio
Juan Carlos Rubio (Montilla, Còrdova, 1967) és un guionista, director i dramaturg espanyol.

## Biografia
Després de llicenciar-se en l'especialitat d'Interpretació Textual en la Reial Escola Superior d'Art Dramàtic, va intervenir com a actor en muntatges teatrals i sèries de televisió. També va presentar els concursos televisius 3, 2, 1... contacto i Enróllate.
Des de 1992 es dedica a l'escriptura de guions televisius i cinematogràfics, sent candidat al Goya al millor guió original per Retorno a Hansala (2008), de Chus Gutiérrez. Ha obtingut la Bisnaga de Plata al millor guió al Festival Màlaga de Cinema Espanyol 2010 per Bon Appétit de David Pinillos
Les seves obres de teatre s'han estrenat en diversos països americans, com el Perú, Xile, Puerto Rico, Costa Rica, l'Argentina i els Estats Units. A Europa les seves obres s'han estrenat a Alemanya, Suïssa, Grècia, Eslovàquia, Regne Unit i Itàlia. El muntatge de Las heridas del viento, estrenat a Nova York, va ser candidat a cinc premis ACE de l'Associació de Cronistes de l'Espectacle, inclòs el de Millor Espectacle.
En 2013 gana el Premi Lope de Vega de teatre per l'obra Shakespeare nunca estuvo aquí, coescrita al costat de Yolanda García Serrano i el Premi Broadwayworld Spain al millor musical per Esta noche no estoy para nadie. El musical.
En 2014 obté el Premi Andalusia de la Crítica en la modalitat de teatre pel seu llibre Seré Breve.
En 2015 és guardonat amb el Premi Festival Internacional de Teatre, Música i Dansa de San Javier i amb el Premi a l'Autoria Teatral en la III edició dels Premis de Teatre Andalús per la seva obra Las heridas del viento.
El juny de 2015 la seva obra Las heridas del viento, amb Kiti Mánver i Dani Muriel, és representada en Londres, Regne Unit, dins del Festival de Teatre Espanyol a Londres (Festelón).
Al novembre de 2017 obté el premi al millor cineasta d'Andalusia, que atorga Canal Sur, en la 43a edició del Festival de Cinema Iberoamericà de Huelva per la seva pel·lícula Las heridas del viento.

## Trajectòria professional

### Actor
- El rayo. De Muñoz Seca. Direcció de Pedro Osuna. (1992)
- Las trampas del azar, d'Antonio Buero Vallejo, direcció de Joaquín Vida (1995)
- Los padres terribles, de Jean Cocteau, direcció de Juan Carlos Pérez de la Fuente (1996-1997)
- El cerco de Numancia, de Miguel de Cervantes, direcció de Manuel Canseco (1998)
- TV: Unisex, Farmacia de guardia, Ellas son así, A las once en casa, Al salir de clase, etcétera.

### Guionista de televisió
- Farmacia de guardia.
- Pepa y Pepe.
- Manos a la obra.
- A las once en casa.
- Una de dos.
- Paco y Veva.
- Ellas son así.
- La vida de Rita.
- Maitena: Estados alterados.
- Adolfo Suárez, el presidente. (TV movie)

### Guionista de cinema
- Slam (2002). Direcció: Miguel Martí.
- Fin de curso (2004). Direcció: Miguel Martí.
- El Calentito (2005). Direcció: Chus Gutiérrez.
- Retorno a Hansala (2008). Direcció: Chus Gutiérrez.
- Bon Appétit (2010). Direcció: David Pinillos
- Las heridas del viento (2017). Direcció: Juan Carlos Rubio.

## Publicacions
- Esta noche no estoy para nadie. Ediciones Fundación SGAE. 1999.
- 10. Editorial La avispa. 2002.
- Las heridas del viento. Editorial La avispa. 2004.
- Adrenalina, feniletilamina, oxitocina y otras hormonas del amor. Editado por la Asociación de Autores de Teatro. 2004.
- El calentito. Colección Espiral. 2005 (Guion de cine)
- Humo. Fundación autor. 2006.
- ¿Dónde se esconden los sueños?. Editorial CCS. 2006.
- Epitafio / 9 minutos. Animasur ediciones. 2006.
- 100 m². Editado por la Asociación de Autores de Teatro y la Consejería de cultura de la Comunidad de Madrid. 2007.
- Las heridas del viento, Humo y Arizona. Editorial Fundamentos. 2009.
- Tres. Ediciones Antígona. 2011.
- 100 metros cuadrados. Ediciones Antígona. 2011
- Epitafio / 9 minutos. Incluido en la publicación El tamaño no importa. Editado por la Asociación de Autores de Teatro. 2011
- Seré Breve. Ediciones Antígona. 2013. (Recopilació d'obres breus)
- Las heridas del viento. Ediciones Antígona. 2014.
- Tu día de suerte. Incluido en la publicación Antología de comedia y humor. Ediciones Irreverentes. 2014
- El príncipe de Maquiavelo. Ediciones Antígona. 2015.

### Director de cinema
- Las heridas del viento (2017).

### Autor teatral
- Esta noche no estoy para nadie (1997). Estrenada amb direcció de Joaquín Vida i protagonitzada per Esperanza Roy i Nicolás Dueñas. Premi Ciudad de Alcorcón para autores menores de 30 años 1998.
- Las heridas del viento (1999). Estrenada en Estados Unidos amb direcció de Juan Manuel Cifuentes i protagonitzada per Marcos Casanova i Humberto Rosenfeld. Primer Accésit del Premi Hermanos Machado 2000.
- Tres (2000). Estrenada a Xile com Él cuando quiere... ellas cuando pueden. A Puerto Rico com Qué trío!!!. Als Estats Units com Ellas quieren y él no puede. Publicada per Ediciones Antígona.
- El bosque es mío (2001).
- 10 (2001). Estrenada amb direcció de Tamzin Townsend i protagonitzada per Juan Luis Galiardo, María Elias, José Luis Torrijos, Borja Elgea, Patricia Ércole i Pedro Miguel Martínez.
- ¿Dónde se esconden los sueños? (2004). Estrenada a Puerto Rico amb direcció de Gary Homs. Premi teatre infantil Escuela Navarra de Teatro 2004.
- Epitafio (2004). Estrenada amb direcció de Concha Gómez. Premi Animasur 2005.
- Humo (2005). Estrenada amb direcció de Juan Carlos Rubio i protagonitzada per Juan Luis Galiardo, Kiti Mánver, Gemma Jiménez i Bernabé Rico. Finalista del Premi Mayte. Premi SGAE 2005.
- Arizona (2006). Estrenada amb direcció de Juan Carlos Rubio i protagonitzada per Aurora Sánchez i Alberto Delgado. Premi Raúl Moreno-Fatex 2006. Menció Especial del Premi Lope de Vega 2006. Publicada per Ediciones Antígona.
- No quemes la vida (2007). Estrenada amb direcció de Chema Adeva.
- 100 m² (2007). Beca de la Comunitat de Madrid i l'Asociación de Autores de Teatro. Estrenada en 2010 amb direcció de Juan Carlos Rubio i protagonitzada per María Luisa Merlo, Miriam Díaz-Aroca i Jorge Roelas. Publicada per Ediciones Antígona.
- Concha. Yo lo que quiero es bailar. Estrenada en 2011 amb direcció de José María Pou i protagonitzada per Concha Velasco.
- El manual de la buena esposa. Estrenada el 2012 amb direcció de Quino Falero i protagonitzada per Llum Barrera, Mariola Fuentes i Natalia Hernández.
- Esta noche no estoy para nadie. El musical. Estrenada en 2012 amb direcció de Juan Carlos Rubio, direcció musical de Raúl Gama, lletres de cançons de Isabel Montero i interpretada per Kiti Mánver, Bruno Squarcia, Gisela i David Ordinas.
- Shakespeare nunca estuvo aquí. (2013) Coescrita amb Yolanda García Serrano. Premi Lope de Vega 2013.
- Al final de la carretera (2014). Basada en l'obra de teatre One for the road de Willy Russell.
- Windermere Club (2015). Basada en l'obra de teatre El abanico de lady Windermere d'Oscar Wilde.
- Tamaño familiar (2015). Estrenada el 6 de febrer de 2015 al Teatre Palacio Valdés (Avilés) amb textos de Juan Carlos Rubio, Ignacio del Moral, Anna R. Costa, Roberto Santiago, Alfredo Sanzol i Yolanda García Serrano. Dirigida per Quino Falero i interpretada per Llum Barrera, Camila Viyuela, Alfonso Lara i Pepe Lorente.
- El príncipe de Maquiavelo (2015). Estrenada el 12 de juny de 2015 al Corral de comedias d'Alcalá de Henares <l festival Clásicos en Alcalá. Dirigida per Juan Carlos Rubio i interpretada per Fernando Cayo.
- Iba en serio (2015). Estrenada el 4 de setembre de 2015 al Teatro Cervantes de Màlaga amb direcció de Juan Carlos Rubio, direcció musical de Julio Awad (Premi Teatro Musical a la millor direcció musical), coreografia de Federico Barrios i interpretada por Jorge Javier Vázquez, Kiti Mánver (Premi Teatro Musical a la millor actriu), Alejandro Vera (Premi Teatro Musical al millor actor revelació), Edu Morlans i Víctor González.
- La correspondencia personal de Federico García Lorca (2017). Estrenada el 21 de gener de 2017 sl Centro Federico García Lorca de Granada amb direcció de Juan Carlos Rubio, música de Miguel Linares i interpretada per Gema Matarranz i Alejandro Vera.
- Sensible (2017). Estrenada el 22 de setembre al Teatro Palacio Valdés d'Avilés amb direcció de Juan Carlos Rubio, música de Julio Awad, coreografia de Chevi Muraday i interpretada per Kiti Mánver i Chevi Muraday.

### Director teatral
- Humo. (2005). De Juan Carlos Rubio. Amb Juan Luis Galiardo, Kiti Mánver, Gemma Jiménez i Bernabé Rico.
- Arizona. (2008). De Juan Carlos Rubio, amb Aurora Sánchez i Alberto Delgado.
- Tres. amb Kiti Mánver, Nuria González, Aurora Sánchez i Octavi Pujades. Editada por Ediciones Antígona
- El pez gordo (2009), de Roger Rueff. amb Helio Pedregal, Toni Cantó i Bernabé Rico.
- 100 m². dirigida por Juan Carlos Rubio i protagonitzada per María Luisa Merlo, Miriam Díaz-Aroca i Jorge Roelas. Editada por Ediciones Antígona
- Razas (2010), de David Mamet. Amb Toni Cantó, Bernabé Rico, Emilio Buale i Montse Pla
- Galas del Festival Málaga Cine Español 2010.
- Ocasiones especiales. (2010), de Bernard Slade. amb Kiti Mánver i Jorge Roelas.
- 100 m². (2011), de Juan Carlos Rubio. Santiago de Xile. amb Rosita Nicolet, Renata Bravo i Gustavo Becerro.
- Ocasiones especiales. (2011), de Bernard Slade. Produïda per Hispanic Theater Guild de Miami i interpretada per Martha Picanes i Marcos Casanova.
- 9 Minutos (2011) amb Nuria González i Mónica Regueiro.
- Gala Premios MAX 2011.
- La monja alférez. CDN Teatro María Guerrero 2013. De Domingo Miras, protagonitzada per Carmen Conesa, Ramón Barea, Cristina Marcos, Nuria González, Martiño Rivas, Dani Muriel, José Luis Martínez, Mar del Hoyo, Ángel Ruiz, Manu Báñez, Kike Inchausti, Toño Pantaleón i Fernando Jiménez.
- Las heridas del viento. (2013) Protagonitzada per Kiti Mánver i Dani Muriel.
- Miguel de Molina al desnudo.(2014), d'Ángel Ruiz. Protagonitzada per Ángel Ruiz.
- El secreto de Puente Viejo. (2014), d'Aurora Guerra, Miquel Peidro i Josep Císter Rubio. Protagonitzada per Susana Abaitua, Carlos Serrano-Clark, Álex Furundarena, Trinidad Iglesias, Alberto García Tormo i José Gabriel Campos.
- Arizona. (2014) Protagonitzada per Gema Matarranz i David García-Intriago.
- El príncipe de Maquiavelo. (2015) Protagonitzada per Fernando Cayo.
- ba en serio (2015). Direcció musical de Julio Awad (Premi Teatro Musical a la millor direcció musical), coreografia de Federico Barrios i interpretada per Jorge Javier Vázquez, Kiti Mánver (Premi Teatro Musical a la millor actriu), Alejandro Vera (Premi Teatro Musical al millor actor revelació), Edu Morlans i Víctor González.
- Páncreas. (2015), de Patxo Telleria. Protagonitzada per Fernando Cayo, Alfonso Lara i José Pedro Carrión.
- Muñeca de porcelana (2016), de David Mamet. Protagonitzada per José Sacristán i Javier Godino.
- La correspondencia personal de Federico García Lorca (2017). Música original composta per Miguel Linares. Interpretada per Gema Matarranz i Alejandro Vera.
- Sensible (2017). Música original composta per Julio Awad i coreografia de Chevi Muraday. Interpretada per Kiti Mánver i Chevi Muraday.